# Міагра труцька
Міа́гра труцька (Myiagra oceanica) — вид горобцеподібних птахів родини монархових (Monarchidae). Ендемік Федеративних Штатів Мікронезії.

## Поширення і екологія
Труцькі міагри мешкають на Каролінських островах (зокрема на островах атола Чуук або Трук). Вони живуть у тропічних лісах і садах.